# Guerre Cayuse
Guerres indiennes

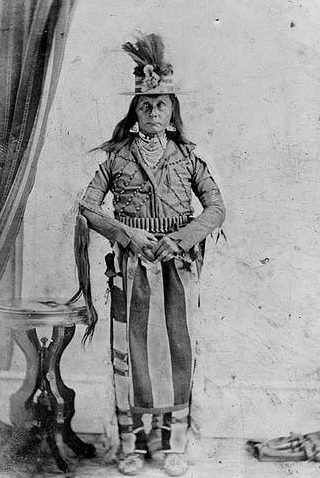
Un indien Cayuse

La guerre Cayuse est un conflit qui opposa de 1847 à 1855 les Cayuses au gouvernement des États-Unis et aux colons euro-américains installés dans l'Oregon Country, au nord-ouest des États-Unis. L'arrivée de nouveaux colons et l'introduction de maladies comme la rougeole ont conduit les Amérindiens de la région à craindre pour leurs terres. L'élément déclencheur du conflit est le massacre de Whitman en 1847 lorsque des missionnaires américains menés par Marcus Whitman furent tués par des Cayuses et des Umatillas.